# Cléon
Cléon település Franciaországban, Seine-Maritime megyében. Lakosainak száma 4863 fő (2022. január 1.). Cléon Freneuse, Oissel, Orival, Saint-Aubin-lès-Elbeuf és Tourville-la-Rivière községekkel határos.

## Népesség
A település népességének változása:
| Lakosok száma | 5147 | 5078 | 5093 | 4994 | 4943 | 4924 | 4919 | 4907 | 4863 |
|               | 2013 | 2015 | 2016 | 2017 | 2018 | 2019 | 2020 | 2021 | 2022 |